# Рагнар Свенссон (яхтсмен)
Рагнар Свенссон (швед. Ragnar Svensson, 31 грудня 1882 — 5 червня 1959) — шведський яхтсмен.
Срібний призер Олімпійських Ігор 1920 року в класі 40 м².